# 縄野克彦
縄野 克彦（なわの かつひこ、1946年11月16日 -  ）は、日本の運輸官僚。海上保安庁長官などを務めた。

## 来歴・人物
福島県出身。1969年に東京大学法学部を卒業し、同年に運輸省に入省した。1999年7月に自動車交通局長を経て、2001年1月に海上保安庁長官に就任。海上保安庁長官在任中の2001年12月に九州南西海域工作船事件が発生し、対応に当たった。
2006年4月に日本航空上席執行役員に就任し、同年6月に常務を経て、2007年4月には副社長に就任した。